# Spoorlijn Saint-Quentin - Guise
De Spoorlijn Saint-Quentin - Guise was een Franse spoorlijn van Saint-Quentin naar Guise. De lijn was 28,3 km lang en heeft als lijnnummer 242 626.

## Geschiedenis
De lijn werd aangelegd door de Compagnie du chemin de fer de Saint-Quentin à Guise en geopend van Saint-Quentin naar Longchamps in 1874 en van Longchamps naar Guise in 1875. In 1966 werd het reizigersverkeer gestaakt tegelijk met het sluiten van het gedeelte tussen Origny-Sainte-Benoite en Guise. Sindsdien vindt er goederenvervoer plaats naar de fabrieken van Thereos in Origny-Sainte-Benoite en wordt dit gedeelte ook gebruikt als museumlijn door de Chemin de fer touristique du Vermandois. De rest van de lijn is opgebroken.

## Aansluitingen
In de volgende plaatsen is of was er een aansluiting op de volgende spoorlijnen:
Saint-Quentin
RFN 242 000, spoorlijn tussen Creil en Jeumont
RFN 242 616, stamlijn Saint-Quentin
RFN 242 621, spoorlijn tussen Saint-Quentin en Ham
Mézières-sur-Oise
lijn tussen Mézières-sur-Oise en La Fère
Ribemont
lijn tussen Ribemont en La Ferté-Chevresis
Guise
RFN 236 000, spoorlijn tussen Laon en Le Cateau

## Galerij

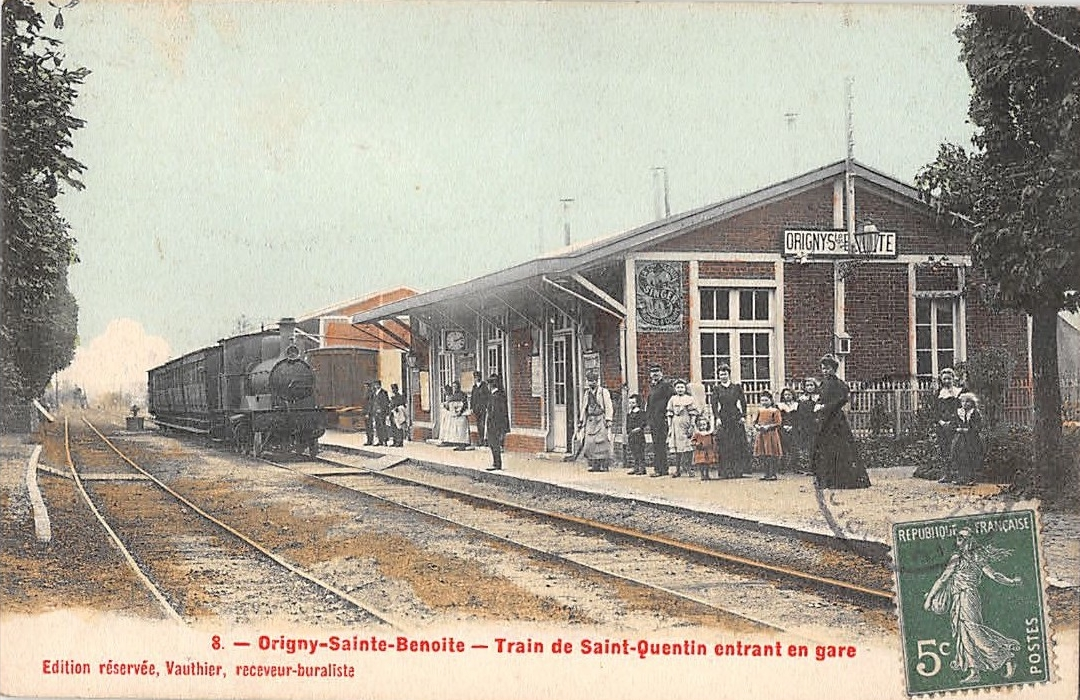
Station Origny-Sainte-Benoite in 1910
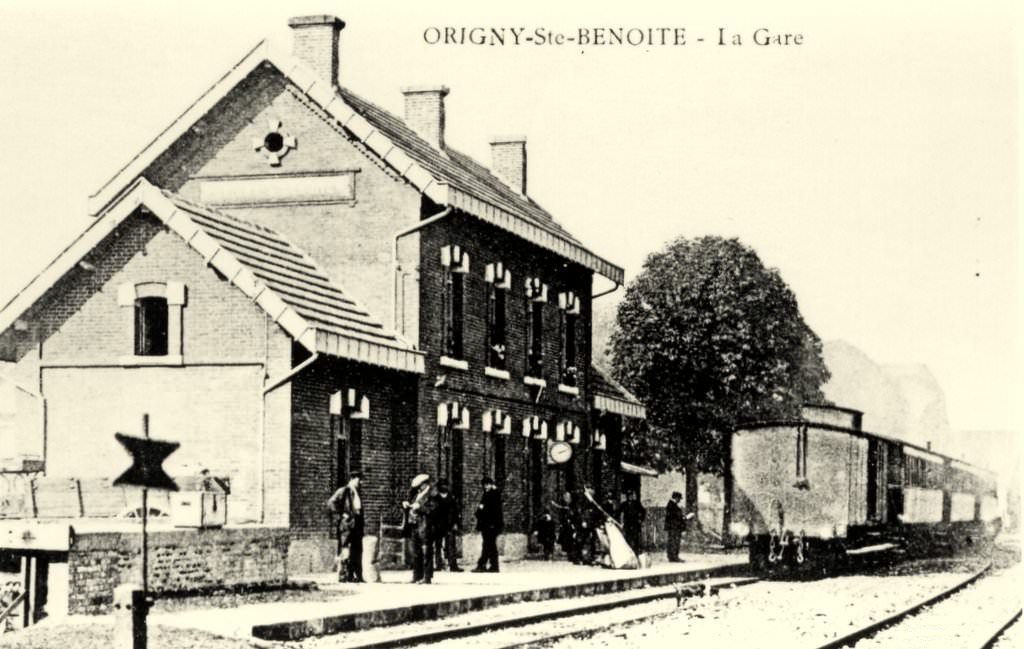
Station Origny-Sainte-Benoite in 1920
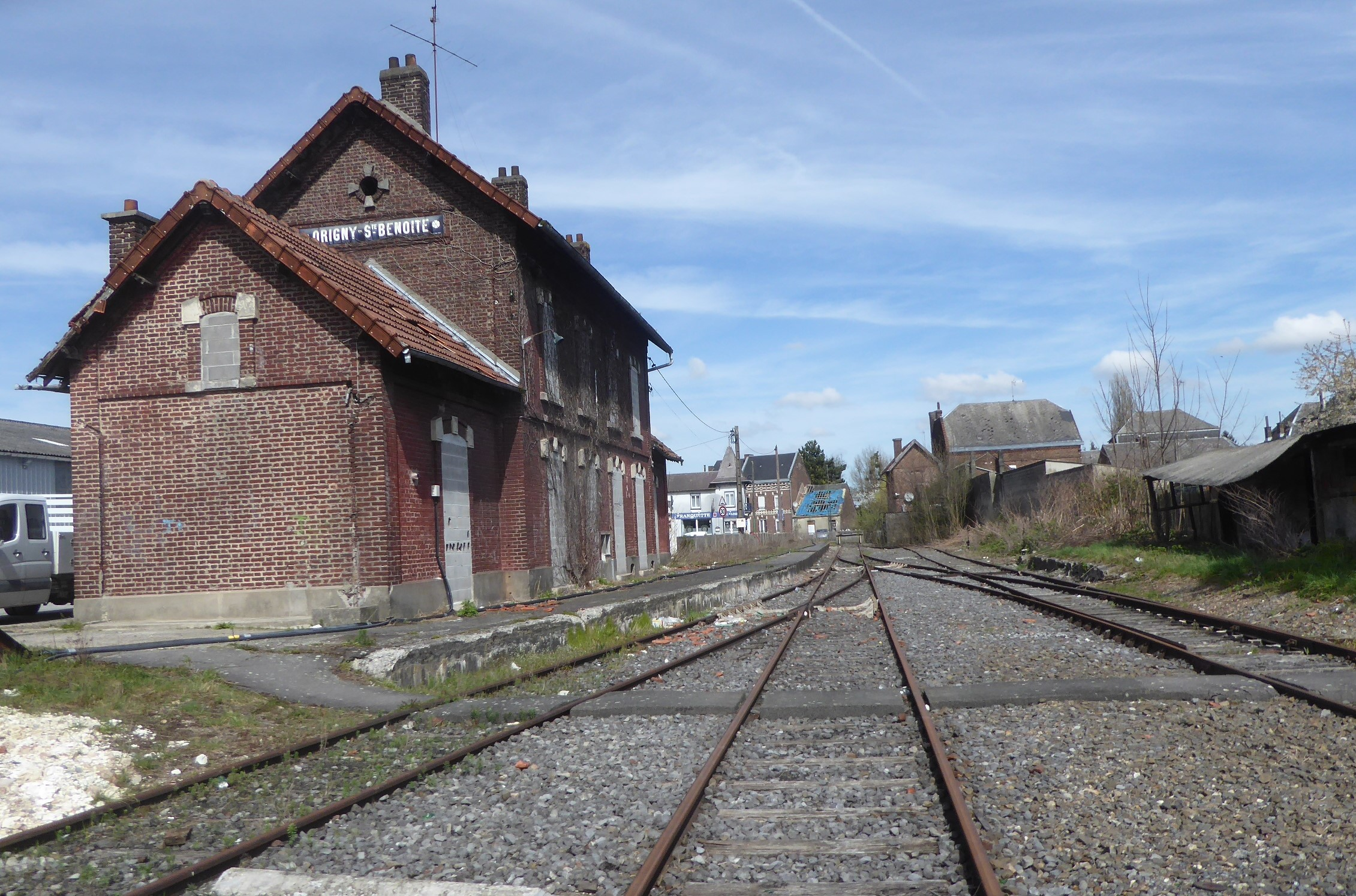
Station Origny-Sainte-Benoite in 2019
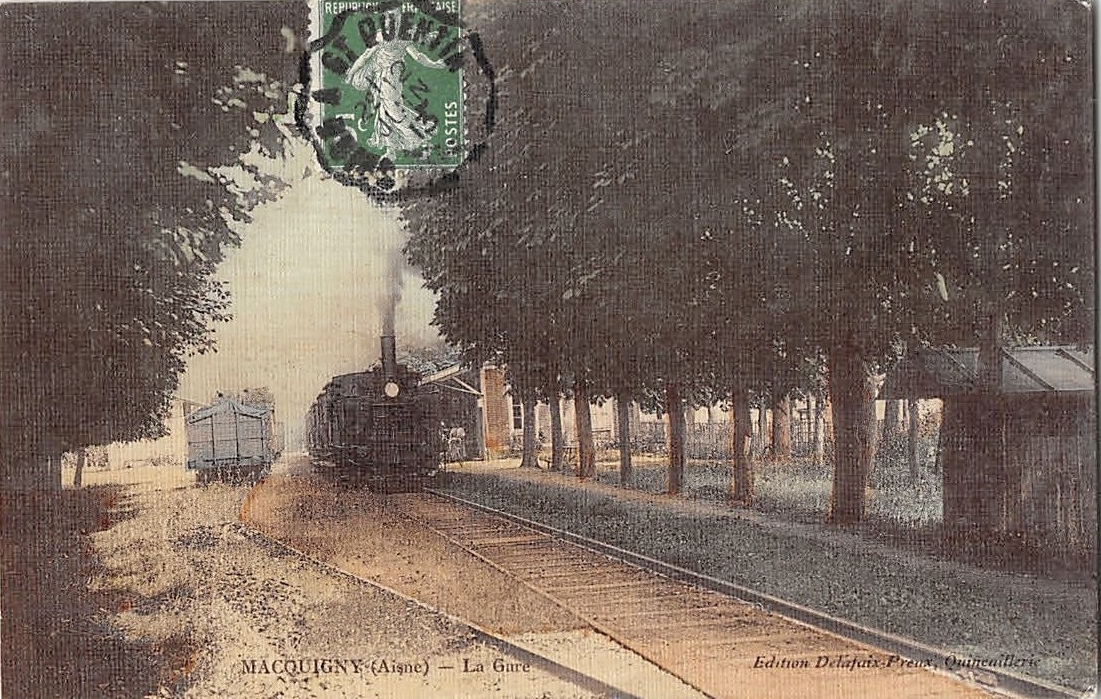
Station Macquigny in 1913
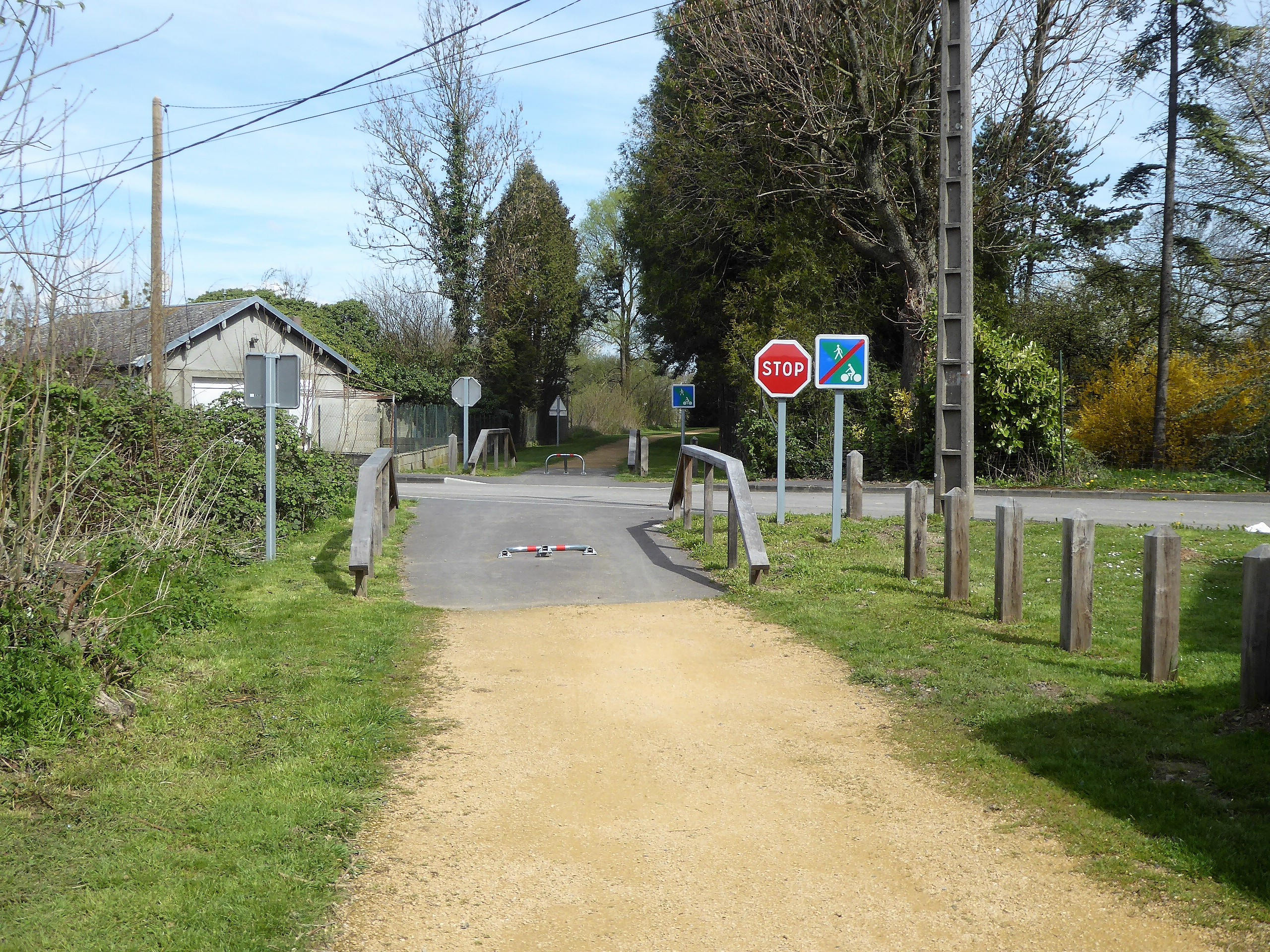
Voie verte in Origny